# Ernst Meyer (Schauspieler)
Ernst Meyer (* 2. März 1932 in Kopenhagen; † 21. Mai 2008) war ein dänischer Schauspieler.

## Leben
Ernst Meyer absolvierte von 1956 bis 1958 seine Schauspielausbildung am Odense Teater und war ein häufig eingesetzter Darsteller auf zahlreichen Bühnen des Landes, bei Tourneetheatern und in Revuen.
Meyer wirkte in über 50 Film-und-Fernsehproduktionen mit, üblicherweise wurde er dabei als Nebendarsteller eingesetzt. So spielte er unter anderem in zehn Filmen der Olsenbande kleine und kleinste Rollen, etwa als Tankwart, Polizist oder Bahnhilfsarbeiter.

## Filmografie
- 1958: Krudt og klunker
- 1959: De sjove år
- 1959: Charles tante
- 1959: Far til fire på Bornholm
- 1961: Min kone fra Paris
- 1962: Den kære familie
- 1965: Landmandsliv
- 1965: Mor bag rattet
- 1965: 39 Seemänner und ein Mädchen
- 1967: Die Ferien meiner Frau (Min kones ferie)
- 1967: Sünder überall (Min søsters børn på bryllupsrejse)
- 1968: Min søsters børn vælter byen
- 1969: Die Olsenbande (Olsen-banden)
- 1969: Sjov i gaden
- 1969: Die Olsenbande in der Klemme (Olsen-banden på spanden)
- 1969: Ta' lidt solskin
- 1970: Rend mig i revolutionen
- 1970: Smuglerne (Fernsehserie, Episodenrolle)
- 1971: Ballade på Christianshavn
- 1971: Die Olsenbande fährt nach Jütland (Olsen-banden i Jylland)
- 1971: Min søsters børn når de er værst
- 1971: Hotel Paradiso (Fernsehfilm)
- 1972: Die Olsenbande und ihr großer Coup (Olsen-bandens store kup)
- 1972–1976: Oh, diese Mieter (Huset på Christianshavn; Fernsehserie, verschiedene Episodenrollen)
- 1973: Die Olsenbande läuft Amok (Olsen-banden går amok)
- 1974: Snart dages det brødre (Fernsehfilm)
- 1974: Mafiaen - det er osse mig
- 1975: Die Olsenbande stellt die Weichen (Olsen-banden på sporet)
- 1975: Familien Gyldenkål
- 1976: Gangsterens lærling
- 1976: Die Olsenbande sieht rot (Olsen-banden ser rødt)
- 1976: Affæren i Mølleby
- 1977: Die Olsenbande schlägt wieder zu (Olsen-banden deruda’)
- 1978: Die Olsenbande steigt aufs Dach (Olsen-banden går i krig)
- 1978: Die Leute von Korsbaek (Matador, Fernsehserie, Episodenrolle)
- 1979: En by i provinsen (Fernsehserie, Episodenrolle)
- 1979: Die Olsenbande ergibt sich nie (Olsen-banden overgiver sig aldrig)
- 1980: Strejferne (Fernsehfilm)
- 1984: Privatdetektiv Anthonsen (Fernsehserie, Episodenrolle)
- 1994: Landsbyen (Fernsehserie, Episodenrolle)
- 1996: Bryggeren (Fernsehserie, Episodenrolle)